# Engyprosopon septempes
Engyprosopon septempes är en fiskart som beskrevs av Amaoka, Mihara och Rivaton, 1993. Engyprosopon septempes ingår i släktet Engyprosopon och familjen tungevarsfiskar. Inga underarter finns listade i Catalogue of Life.